# Valeri Karpov
Pour les articles homonymes, voir Karpov.
Temple de la renommée russe : 1993
Valeri Ievguenievitch Karpov - en russe : Валерий Евгеньевич Карпов - (né le 5 août 1971 à Tcheliabinsk en URSS - mort le 10 octobre 2014) est un joueur professionnel russe de hockey sur glace. Il évoluait au poste d'ailier.

## Biographie

### Carrière de joueur
En 1988, il commence sa carrière avec le Metchel Tcheliabinsk dans la Vyschaïa liga puis rejoint le Traktor Tcheliabinsk dans le championnat d'URSS. Il est choisi en 1993 au cours du repêchage d'entrée dans la Ligue nationale de hockey par les Mighty Ducks d'Anaheim en 3e ronde, en 56e position. Il part en 1993 en Amérique du Nord et débute dans la LNH avec les Mighty Ducks. En 1994, il revient en Russie. Il remporte la Superliga 1999 avec le Metallourg Magnitogorsk ainsi que la Ligue européenne de hockey 1999 et 2000. Il met un terme à sa carrière en 2006.

### Carrière internationale
Il a représenté l'URSS en sélection jeune puis la Russie au niveau international.

## Trophées et honneurs personnels
Superliga
- 2002 : participe au Match des étoiles avec l'équipe est.
- 1994 : nommé dans l'équipe type.

## Statistiques

### En club
| Saison     | Équipe                  | Ligue         |    | Saison régulière | Saison régulière | Saison régulière | Saison régulière | Saison régulière |    | Séries éliminatoires | Séries éliminatoires | Séries éliminatoires | Séries éliminatoires | Séries éliminatoires |
| Saison     | Équipe                  | Ligue         | PJ | B                | A                | Pts              | Pun              | PJ               | B  | A                    | Pts                  | Pun                  |                      |                      |
| 1988-1989  | Traktor Tcheliabinsk    | URSS          | 5  | 0                | 0                | 0                | 0                |                  |    |                      |                      |                      |                      |                      |
| 1991-1992  | Traktor Tcheliabinsk    | Superliga     | 36 | 13               | 9                | 22               | 26               |                  |    |                      |                      |                      |                      |                      |
| 1992-1993  | Traktor Tcheliabinsk    | Superliga     | 29 | 10               | 15               | 25               | 6                |                  |    |                      |                      |                      |                      |                      |
| 1992-1993  | CSKA Moscou             | Superliga     | 9  | 2                | 6                | 8                | 0                |                  |    |                      |                      |                      |                      |                      |
| 1993-1994  | Traktor Tcheliabinsk    | Superliga     | 32 | 11               | 19               | 30               | 18               |                  |    |                      |                      |                      |                      |                      |
| 1994-1995  | Gulls de San Diego      | LIH           | 5  | 3                | 3                | 6                | 0                | --               | -- | --                   | --                   | --                   |                      |                      |
| 1994-1995  | Mighty Ducks d'Anaheim  | LNH           | 30 | 4                | 7                | 11               | 6                | --               | -- | --                   | --                   | --                   |                      |                      |
| 1994-1995  | Traktor Tcheliabinsk    | Superliga     | 10 | 6                | 8                | 14               | 8                | --               | -- | --                   | --                   | --                   |                      |                      |
| 1995-1996  | Mighty Ducks d'Anaheim  | LNH           | 37 | 9                | 8                | 17               | 10               | --               | -- | --                   | --                   | --                   |                      |                      |
| 1996-1997  | Ice Dogs de Long Beach  | LIH           | 30 | 18               | 17               | 35               | 19               | 18               | 8  | 7                    | 15                   | 18                   |                      |                      |
| 1996-1997  | Bandits de Baltimore    | LAH           | 10 | 4                | 8                | 12               | 8                | --               | -- | --                   | --                   | --                   |                      |                      |
| 1996-1997  | Mighty Ducks d'Anaheim  | LNH           | 9  | 1                | 0                | 1                | 16               | --               | -- | --                   | --                   | --                   |                      |                      |
| 1997-1998  | Metallourg Magnitogorsk | Superliga     | 34 | 11               | 14               | 25               | 20               |                  |    |                      |                      |                      |                      |                      |
| 1998-1999  | Metallourg Magnitogorsk | Superliga     | 40 | 16               | 14               | 30               | 38               | 16               | 6  | 10                   | 16                   | 14                   |                      |                      |
| 1999-2000  | Metallourg Magnitogorsk | Superliga     | 38 | 10               | 14               | 24               | 22               |                  |    |                      |                      |                      |                      |                      |
| 2000-2001  | Lada Togliatti          | Superliga     | 40 | 8                | 6                | 14               | 18               |                  |    |                      |                      |                      |                      |                      |
| 2001-2002  | Dinamo Moscou           | Superliga     | 19 | 2                | 7                | 9                | 6                |                  |    |                      |                      |                      |                      |                      |
| 2001-2002  | Metallourg Magnitogorsk | Superliga     | 29 | 3                | 6                | 9                | 16               |                  |    |                      |                      |                      |                      |                      |
| 2002-2003  | Metallourg Magnitogorsk | Superliga     | 50 | 10               | 20               | 30               | 32               | 3                | 0  | 0                    | 0                    | 0                    |                      |                      |
| 2003-2004  | Metallourg Magnitogorsk | Superliga     | 60 | 15               | 24               | 39               | 46               | 11               | 0  | 1                    | 1                    | 10                   |                      |                      |
| 2004-2005  | Metallourg Magnitogorsk | Superliga     | 41 | 6                | 9                | 15               | 22               | --               | -- | --                   | --                   | --                   |                      |                      |
| 2005-2006  | Metchel Tcheliabinsk    | Vyschaïa liga | 28 | 10               | 4                | 14               | 34               |                  |    |                      |                      |                      |                      |                      |
| 2005-2006  | Traktor Tcheliabinsk    | Vyschaïa liga | 21 | 5                | 10               | 15               | 16               | 13               | 4  | 9                    | 13                   | 4                    |                      |                      |
| Totaux LNH | Totaux LNH              | Totaux LNH    | 76 | 14               | 15               | 29               | 32               |                  |    |                      |                      |                      |                      |                      |

### En équipe nationale
| Année | Ligue                       |   | PJ | B | A | Pts | Pun               |  | Résultat |
| 1989  | Championnat d'Europe junior | 6 | 2  | 2 | 4 | 6   | Médaille d'or     |  |          |
| 1991  | Championnat du monde junior | 7 | 0  | 4 | 4 | 2   | Médaille d'argent |  |          |
| 1993  | Championnat du monde        | 8 | 0  | 1 | 1 | 10  | Médaille d'or     |  |          |
| 1994  | Jeux olympiques             | 8 | 3  | 1 | 4 | 2   | Quatrième place   |  |          |
| 1996  | Championnat du monde        | 8 | 3  | 0 | 3 | 8   | Quatrième place   |  |          |
| 1999  | Championnat du monde        | 6 | 0  | 0 | 0 | 0   | Cinquième place   |  |          |
| 2001  | Championnat du monde        | 7 | 0  | 3 | 3 | 4   | Cinquième place   |  |          |
| 2002  | Championnat du monde        | 9 | 4  | 2 | 6 | 22  | Médaille d'argent |  |          |